# Llista de gèneres de licòsids
Aquesta pàgina mostra una llista dels gèneres d'aranyes de la família Lycosidae actualitzada amb data del 21 de desembre de 2006.
- Acantholycosa, Dahl, 1908
- Adelocosa, Gertsch, 1973
- Agalenocosa, Mello-Leitão, 1944
- Aglaoctenus, Tullgren, 1905
- Algidus, Simon, 1898
- Allocosa, Banks, 1900
- Allotrochosina, Roewer, 1960
- Alopecosa, Simon, 1885
- Alopecosella, Roewer, 1960
- Amblyothele, Simon, 1910
- Anomalomma, Simon, 1890
- Anomalosa, Roewer, 1960
- Anoteropsis, L. Koch, 1878
- Arctosa, C. L. Koch, 1847
- Arctosippa, Roewer, 1960
- Arctosomma, Roewer, 1960
- Artoria, Thorell, 1877
- Artoriellula, Roewer, 1960
- Aulonia, C. L. Koch, 1847
- Auloniella, Roewer, 1960
- Brevilabus, Strand, 1908
- Bristowiella, Saaristo, 1980

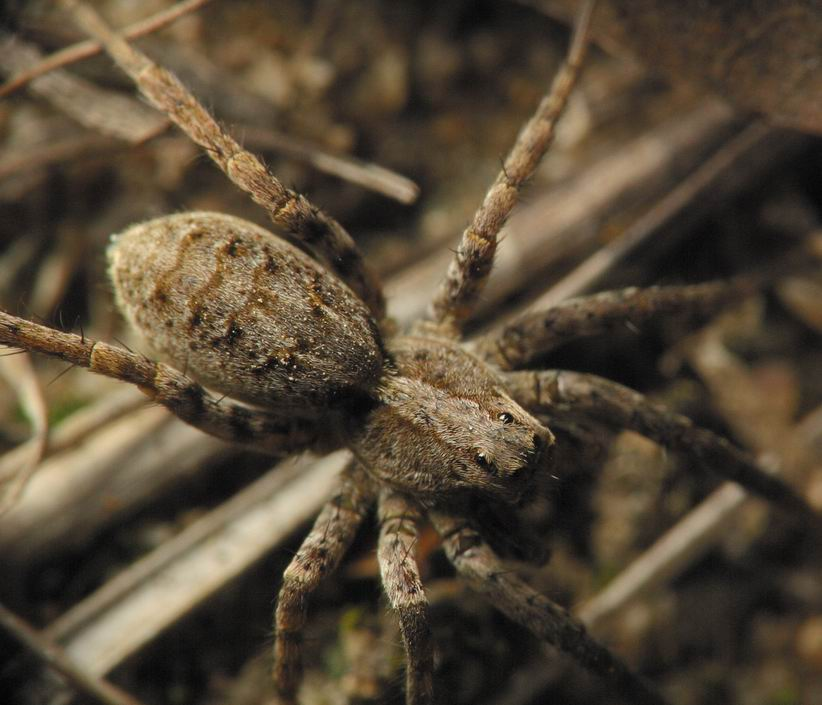
Arctosa sp.

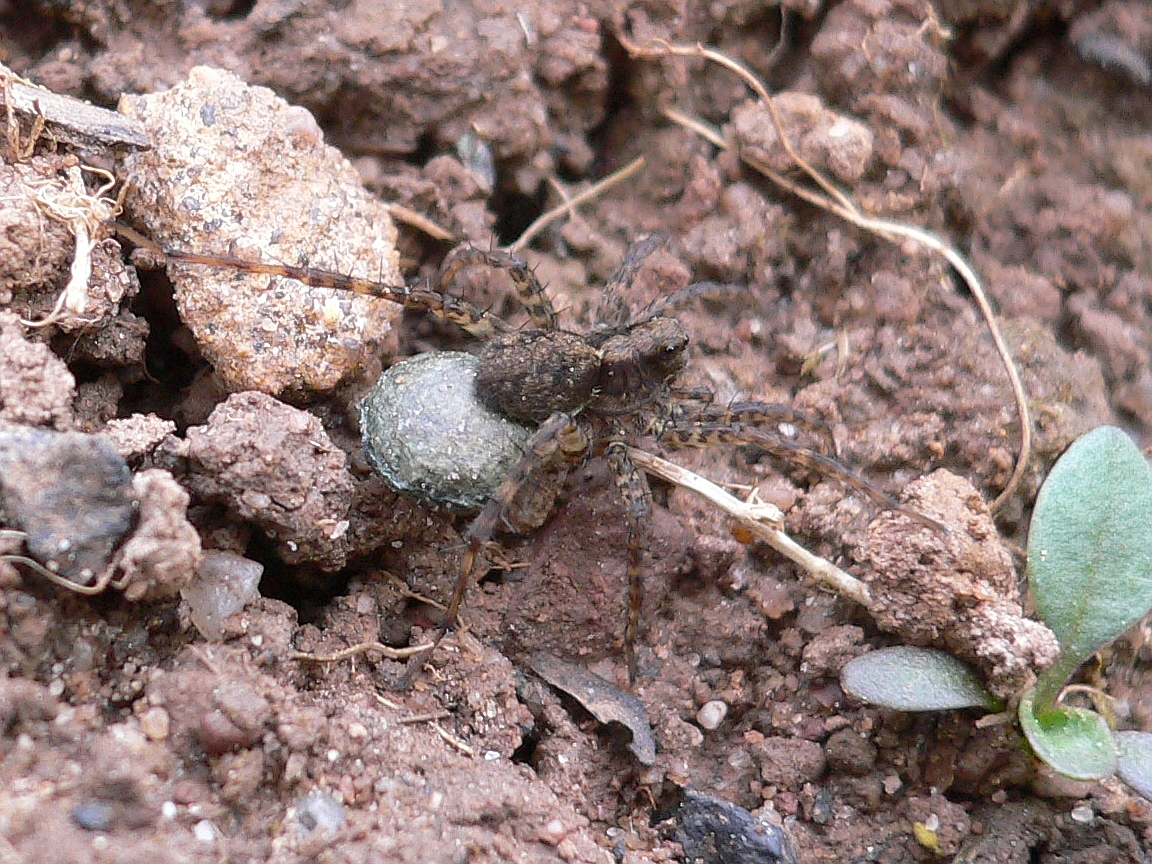
Femella de Pardosa sp.

- Camptocosa, Dondale, Jiménez & Nieto, 2005
- Caporiaccosa, Roewer, 1960
- Crocodilosa, Caporiacco, 1947
- Cynosa, Caporiacco, 1933
- Dejerosa, Roewer, 1960
- Diahogna, Roewer, 1960
- Diapontia, Keyserling, 1876
- Dingosa, Roewer, 1955
- Dolocosa, Roewer, 1960
- Donacosa, Alderweireldt & Jocqu, 1991
- Dorjulopirata, Buchar, 1997
- Edenticosa, Roewer, 1960
- Evippa, Simon, 1882
- Evippomma, Roewer, 1959
- Geolycosa, Montgomery, 1904
- Gladicosa, Brady, 1987
- Gnatholycosa, Mello-Leitão, 1940
- Hesperocosa, Gertsch & Wallace, 1937
- Hippasa, Simon, 1885
- Hippasella, Mello-Leitão, 1944
- Hogna, Simon, 1885
- Hognoides, Roewer, 1960
- Hyaenosa, Caporiacco, 1940
- Hygrolycosa, Dahl, 1908
- Knoelle, Framenau, 2006
- Loculla, Simon, 1910
- Lycosa, Latreille, 1804
- Lycosella, Thorell, 1890
- Lycosula, Roewer, 1960
- Lysania, Thorell, 1890
- Mainosa, Framenau, 2006
- Malimbosa, Roewer, 1960
- Margonia, Hippa & Lehtinen, 1983
- Megarctosa, Caporiacco, 1948
- Melloicosa, Roewer, 1960
- Melocosa, Gertsch, 1937
- Molitorosa, Roewer, 1960
- Mongolicosa, Marusik, Azarkina & Koponen, 2004
- Mustelicosa, Roewer, 1960
- Notocosa, Vink, 2002
- Oculicosa, Zyuzin, 1993
- Ocyale, Audouin, 1826
- Orinocosa, Chamberlin, 1916
- Orthocosa, Roewer, 1960
- Paratrochosina, Roewer, 1960
- Pardosa, C. L. Koch, 1847
- Pardosella, Caporiacco, 1939
- Passiena, Thorell, 1890
- Pavocosa, Roewer, 1960
- Phonophilus, Ehrenberg, 1831
- Pirata, Sundevall, 1833
- Piratosa, Roewer, 1960
- Proevippa, Purcell, 1903
- Prolycosides, Mello-Leitão, 1942
- Pseudevippa, Simon, 1910
- Pterartoria, Purcell, 1903
- Pterartoriola, Roewer, 1959
- Pyrenecosa, Marusik, Azarkina & Koponen, 2004
- Rabidosa, Roewer, 1960
- Satta, Lehtinen & Hippa, 1979
- Schizocosa, Chamberlin, 1904
- Shapna, Hippa & Lehtinen, 1983
- Sibirocosa, Marusik, Azarkina & Koponen, 2004
- Sosippus, Simon, 1888
- Syroloma, Simon, 1900
- Tasmanicosa, Roewer, 1959
- Tetralycosa, Roewer, 1960
- Trabea, Simon, 1876
- Trabeops, Roewer, 1959
- Trebacosa, Dondale & Redner, 1981
- Tricassa, Simon, 1910
- Trochosa, C. L. Koch, 1847
- Trochosippa, Roewer, 1960
- Trochosula, Roewer, 1960
- Tuberculosa, Framenau & Yoo, 2006
- Varacosa, Chamberlin & Ivie, 1942
- Venator, Hogg, 1900
- Venatrix, Roewer, 1960
- Venonia, Thorell, 1894
- Vesubia, Simon, 1910
- Wadicosa, Zyuzin, 1985
- Xerolycosa, Dahl, 1908
- Zantheres, Thorell, 1887
- Zenonina, Simon, 1898
- Zoica, Simon, 1898